# Marc Koper
Marc Koper, Marcus Theodorus Maria Koper, (* 5. Mai 1967 in Soest) ist ein niederländischer Chemiker (Elektrochemie, Katalyse).
Koper studierte Chemie an der Universität Utrecht mit dem Master-Abschluss 1991 und der Promotion 1994. Die Dissertation war über Instabilität, Oszillationen und  Chaos in elektrochemischen Reaktionen. Als Post-Doktorand war er Marie-Curie Fellow an der Universität Ulm bei Wolfgang Schmickler und ab 1997 KNAW Fellow an der TU Eindhoven bei Rutger van Santen. 2002 wurde er Assistenzprofessor an der TU Eindhoven und 2005 Professor für Oberflächenchemie und Katalyse an der Universität Leiden.
2010 und 2015 war er Gastprofessor an der Universität Hokkaido (Katalyse-Forschungszentrum), 2014 an der Universität Paris VII Denis Diderot.
Koper kombiniert theoretische und numerische Methoden mit fortgeschrittenen mikroskopischen und spektroskopischen Techniken in der Elektrochemie. Eines seiner Forschungsgebiete ist die Aufklärung der Rolle von Lösungsmitteln, der Zusammensetzung von Elektrolyten und der Beschaffenheit der Elektrodenoberflächen bei der Elektrolyse. Er ist einer der führenden Wissenschaftler bei der elektrolytischen Umwandlung von Kohlendioxid in Kohlenwasserstoffe, zum Beispiel entwickelte er eine Theorie der Bildung von Kohlenwasserstoffen auf Kupferoberflächen. Er entwickelte Katalysatoren für die Umwandlung von Biomasse in Rohstoffe für die chemische Industrie.
Er zeigte 2013 den genauen Mechanismus der Wasser-Elektrolyse an Gold-Elektroden, die anders ablief als bis dahin gedacht. 2015 entwickelte er einen billigen und kontrollierbaren Prozess um Erdgas aus Kohlendioxid zu erzeugen und entwickele eine neue Methode zur Herstellung von Nanopartikeln. 2018 beobachtete er die mikroskopischen (atomare Skala) Veränderungen an einer Platinelektrode während der Elektrolyse und entdeckte einen Katalysator, der die Chlorgasmenge bei Salzwasser-Elektrolyse reduziert.
2005 erhielt er ein niederländisches Vici-Stipendium zur Forschung über die Mechanismen von Brennstoffzellen. 2012 erhielt er die Hellmuth Fischer Medaille der DECHEMA. 2013 erhielt er den Carl Wagner Memorial Award der Electrochemical Society. 2017 wurde er Mitglied der Königlich Niederländischen Akademie der Wissenschaften (KNAW) und erhielt die Faraday-Medaille der Royal Society of Chemistry. 2018 wurde er Präsident der International Society of Electrochemistry. 2020 erhielt er den Allen J. Bard Award der Electrochemical Society. 2021 erhielt er den Spinoza-Preis und einen ERC Advanced Grant.

## Schriften (Auswahl)
Bücher:
- als Herausgeber mit Richard Alkire, Philip Bartlett: Electrochemical engineering: the path from discovery to product. Wiley-VCH, 2019.
- als Herausgeber: Fuel Cell Catalysis : A Surface Science Approach. Wiley, 2009.
  - darin mit Stanley C. S. Lai, Enrique Herrero: Mechanisms of the Oxidation of Carbon Monoxide and Small Organic Molecules at Metal Electrodes, S. 159–207.

Aufsätze:
- mit V. Rosca, M. Duca, M. T. de Groot: Nitrogen cycle electrocatalysis. Chemical Reviews, Band 109, 2009, S. 2209–2244.
- Thermodynamic theory of multi-electron transfer reactions: Implications for electrocatalysis. Journal of Electroanalytical Chemistry, Band 660, 2011, S. 254–260.
- mit K. J. P. Schouten, Y. Kwon, C. M. M. Van der Ham: A new mechanism for the selectivity to C 1 and C 2 species in the electrochemical reduction of carbon dioxide on copper electrodes. Chemical Science, Band 2, 2011, S. 1902–1909.
- Structure sensitivity and nanoscale effects in electrocatalysis. Nanoscale, Band 3, 2011, S. 2054–2073.
- mit P. Rodriguez, Y. Kwon: The promoting effect of adsorbed carbon monoxide on the oxidation of alcohols on a gold catalyst. Nature Chemistry, Band 4, 2012, S. 177–182.
- mit K. J. P. Schouten, Z. Qin, E. Pérez Gallent: Two pathways for the formation of ethylene in CO reduction on single-crystal copper electrodes. Journal of the American Chemical Society, Band 134, 2012, S. 9864–9867.
- mit F. Calle-Vallejo: Theoretical considerations on the electroreduction of CO to C2 species on Cu(100) electrodes. Angewandte Chemie International Edition, Band 52, 2013, S. 7282–7285.
- Theory of multiple proton–electron transfer reactions and its implications for electrocatalysis. Chemical Science, Band 4, 2013, S. 2710–2723.
- mit C. J. M. Van der Ham, D. G. H. Hetterscheid: Challenges in reduction of dinitrogen by proton and electron transfer. Chemical Society Reviews, Band 43, 2014, S. 5183–5191.
- mit R. Kas, R. Kortlever, A. Milbrat, G. Mul, J. Baltrusaitis: Electrochemical CO 2 reduction on Cu 2 O-derived copper nanoparticles: controlling the catalytic selectivity of hydrocarbons. Physical Chemistry Chemical Physics, Band 16, 2014, S. 12194–12201.
- mit F. Calle-Vallejo, D. Loffreda, P. Sautet: Introducing structural sensitivity into adsorption–energy scaling relations by means of coordination numbers. Nature Chemistry, Band 7, 2015, S. 403–410.
- mit J. Shen u. a.: Electrocatalytic reduction of carbon dioxide to carbon monoxide and methane at an immobilized cobalt protoporphyrin in aqueous solution. Nature Communications, Band 6, 2015, S. 1–8.
- mit R. Kortlever, J. Schen, K. J. P. Schouten, F. Calle-Vallejo: Catalysts and reaction pathways for the electrochemical reduction of carbon dioxide. Journal of Physical Chemistry Letters, Band 6, 2015, S. 4073–4082.
- mit Y.-F. Huang, P. J. Kooyman: Intermediate stages of electrochemical oxidation of single-crystalline platinum as revealed by in situ Raman spectroscopy. Nature Communications, Band 7, 2016, S. 12440.
- mit O. Diaz-Morales u. a.: Iridium-based double perovskites for efficient water oxidation in acid media. Nature Communications, Band 7, 2016, S. 12363.
- mit A. Grimaud, Y. Shao-Horn u. a.: Activating lattice oxygen redox reactions in metal oxides to catalyse oxygen evolution. Nature Chemistry, Band 9, 2017, S. 457–465.
- mit Y. Y. Birdja, E. Pérez-Gallent, M. C. Figueiredo, A. J. Göttle, F. Calle-Vallejo: Advances and challenges in understanding the electrocatalytic conversion of carbon dioxide to fuels. Nature Energy, Band 4, 2019, S. 732–745.